# Chèo bẻo cờ
Dicrurus remifer là một loài chim trong họ Dicruridae.
Dicrurus remifer được tìm thấy ở Tiểu lục địa Ấn Độ và Đông Nam Á.
Dicrurus remifer dài khoảng 25–27,5 cm, không kể lông đuôi ngoài cùng (khoảng 30–40 cm tính đến cuối đuôi); trọng lượng trung bình của chim trống 39–49 g, và chim mái 35,5–44 g.